# Sun Prairie (Montana)
Sun Prairie – jednostka osadnicza w Stanach Zjednoczonych, w stanie Montana, w hrabstwie Cascade.